# Fredrik Åkesson

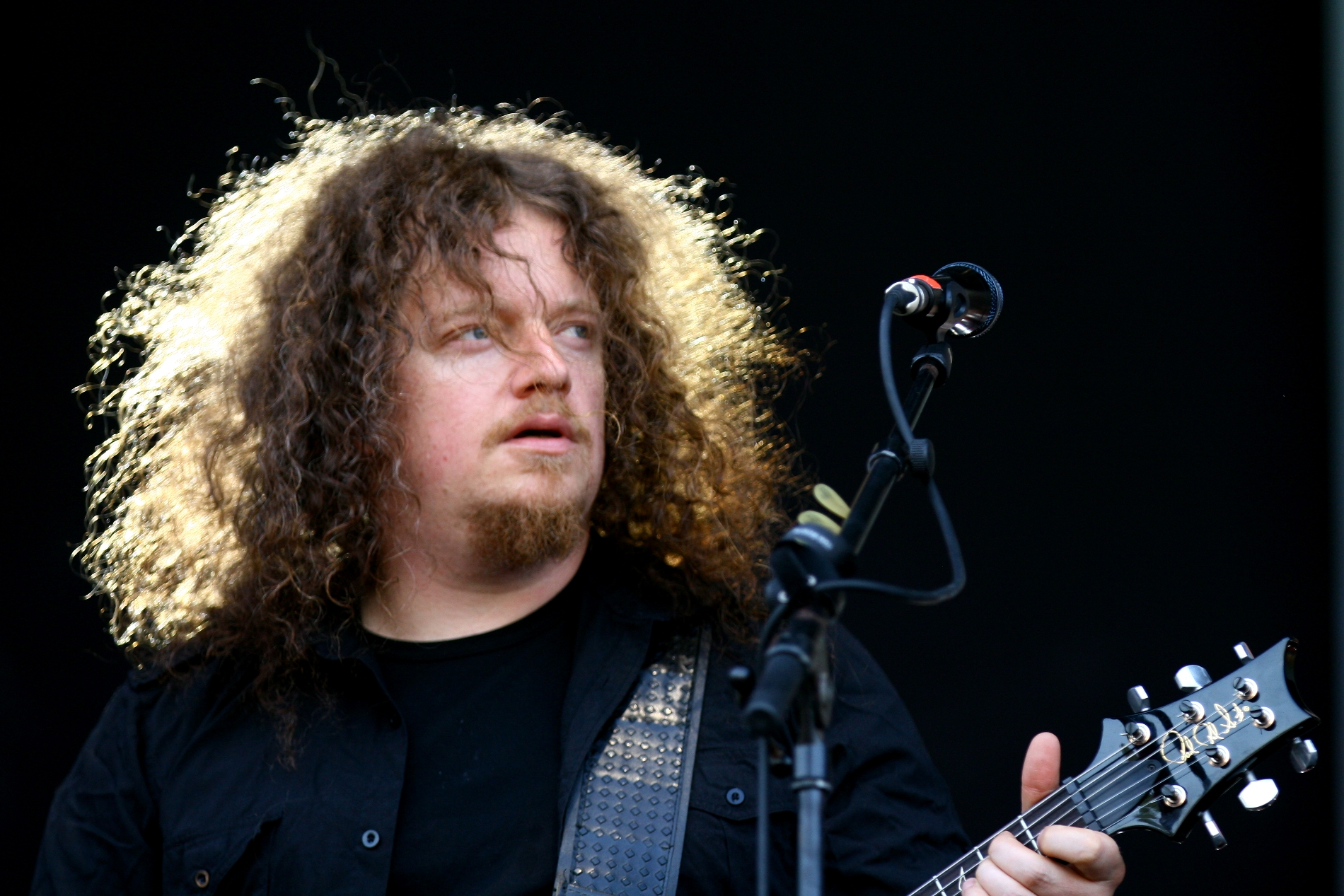
Fredrik Åkesson (2014)

Fredrik Åkesson ist ein schwedischer Metal-Gitarrist. Er spielt bei Opeth, wo er auch einige Stücke schrieb. Zudem spielte er bei Krux, Talisman und für John Norum.

## Biografie
Der 19-jährige Fredrik Åkesson wurde 1992 von Bandgründer Marcel Jacob für die Position des Gitarristen bei Talisman ausgewählt, nachdem Jason Bieler die Band in Richtung Saigon Kick verlassen hatte. Nach fünf Alben verließ er Talisman und wandte sich härterer Musik zu. 1998 spielte er auf Veröffentlichungen von Southpaw und Clockwise.
In den 2000er-Jahren kehrte er zu Talisman zurück und nahm weitere Alben mit ihnen auf. Zudem half er bei Tiamat aus und kann auf deren DVD The Church of Tiamat gesehen werden. Sodann spielte er mit John Norum und nahm 2005 dessen Album Optimus mit auf, auf dem er auch zwei Stücke mitschrieb. 2005 bis 2007 spielte Åkesson bei Arch Enemy, wo er Christopher Amott vertrat. Mit Krux spielte Åkesson 2007 beim Sweden Rock Festival.
2007 ersetzte Åkesson Peter Lindgren bei Opeth. Er hatte einen Endorsement-Vertrag mit ESP Guitars. PRS veröffentlichte eine Signature-Gitarre von Akesson.

## Diskografie

### MitOpeth
- Watershed (2008)
- In Live Concert at the Royal Albert Hall (2010)
- Heritage (2011)
- Pale Communion (2014)
- Sorceress (2016)
- In Cauda Venenum (2019)
- The Last Will And Testament (2024)

### MitKrux
- Krux (2003)
- Live (DVD) (2003)
- II (2006)
- III:He Who Sleeps Amongst the Stars (2011)

### MitArch Enemy
- Live Apocalypse (DVD, 2006)

### MitTiamat
- Church of Tiamat (DVD, 2005)

### MitJohn Norum
- Optimus  (2005)

### Mit Sabbtail
- Night Church (2004)

### MitTalisman
- Genesis – 1993
- Humanimal Part II – 1994
- Humanimal – 1994
- Five out of Five (Live in Japan) – 1994
- Life – 1995
- Best Of... (Compilation) – 1996
- BESTerious (Compilation) – 1996
- Cats and Dogs – 2003
- Five Men Live – 2005
- 7 – 2006

### CD-Singles und Promos mitTalisman
- Mysterious (This Time Is Serious) (CD-Single) (1993)
- Time After Time (CD-Single) (1993)
- Doing Time with My Baby (CD-Single) (1994)
- Colour My XTC (CD-Single) (1994)
- Todo y todo (CD-Single) (All+All-Veröffentlichung für den lateinamerikanischen Markt unter dem Namen Genaro) (1994)
- All + All (CD-Single) (1994)
- Frozen (CD-Single) (1995)

### Mit Human Clay
- Human Clay (1996)
- Closing the Book on Human Clay (2003)

### Mit Southpaw
- SouthPaw (1998)

### Mit Clockwise
- Naïve (1998)

### MitGhost
- Impera (2022)